# Dicotomia marciana

La Dicotomia marciana es la característica més visible de Mart és un marcat contrast, entre els hemisferis sud i nord. La geografia dels dos hemisferis difereix en elevació d'1 a 3 km. El gruix mitjà de l'escorça marciana és de 45 km, amb 32 km a la regió de les terres baixes del nord i 58 km en les terres altes de sud.
El límit entre les dues regions és força complex en alguns llocs. Un tipus distintiu de topografia s'anomena terreny caòtic.
Conté altiplans (Mensae), protuberàncies i valls de pis pla amb parets d'uns quilòmetres d’alçada. Al voltant de moltes de les mensae i protuberàncies hi ha solsides de runa lobulades que s'ha demostrat que són glaceres de roca.
Moltes grans valls van ser formades per la lava sorgida dels volcans de Mart que travessen la dicotomia.
El límit de dicotomia marciana inclou les regions anomenades Deuteronilus Mensae, Protonilus Mensae i Nilosyrtis Mensae. Les tres regions han estat estudiades extensament perquè contenen accidents geogràfics que hom creu que van ser produïts pel moviment de gel o paleoriberes qüestionades per la seua formació gràcies a l'erosió volcànica. En la zona de transició entre Terra Cimmeria i Nepenthes Mensae, la dicotomia es caracteritza per un escarpat amb un relleu local d'aproximadament 2 km i depressions tancades interconnectades amb una orientació NO-SE al seu peu, associades, probablement, a la tectònica extensional.
Les terres baixes de nord comprenen al voltant d'un terç de la superfície de Mart i són relativament planes, amb tants cràters d'impacte com l'hemisferi sud. Els altres dos terços de la superfície marciana són les terres altes de l'hemisferi sud. La diferència d'elevació entre els hemisferis és dramàtica. S'han proposat tres hipòtesis principals per a l'origen de la dicotomia cortical: endògena (per processos del mantell), impacte únic o impacte múltiple. Les dues hipòtesis relacionades amb l'impacte involucren processos que podrien haver ocorregut abans de la fi del bombardeig primordial, el que implica que la dicotomia de l'escorça té els seus orígens d'hora en la història de Mart.

## Geografia

### Hipòtesi d'impacte únic
Un sol mega impacte produiria una gran depressió circular en l'escorça. La depressió proposta s'ha anomenat Conca Borealis. No obstant això, la majoria de les estimacions de la forma de l'àrea de les terres baixes produeixen una manera que en alguns llocs es desvia dràsticament de la forma circular. Els processos addicionals podrien crear aquestes desviacions de la circularitat. A més, si la conca Borealis proposta és una depressió creada per un impacte, seria el cràter d'impacte més gran conegut en el Sistema Solar. Un objecte tan gran podria haver colpejat a Mart en algun moment durant el procés d'acreció del sistema solar.
S'espera que un impacte de tal magnitud s'hagués produït una manta d'ejecció que hauria de set trobat en àrees al voltant de les terres baixes i generar suficient calor per a formar volcans. No obstant això, si l'impacte va ocórrer al voltant de 4.5 Ga (fa mil milions d'anys), l'erosió podria explicar l'absència de la capa d'ejecció, però no podria explicar l'absència de volcans. A més, el mega impacte podria haver escampat una gran part de la runa a l'espai exterior i en l'hemisferi sud. L'evidència geològica de la runa proporcionaria un suport molt convincent per a aquesta hipòtesi. Un estudi de 2008 va proporcionar investigacions addicionals sobre la teoria de l'impacte d'un sol gegant en l'hemisferi nord. En el passat, el traçat dels límits de l'impacte es va complicar per la presència de l'ascens volcànic de Tharsis. L'ascens volcànic de Tharsis va enterrar part del límit de dicotomia proposat sota 30 km de basalt. Els investigadors de l'MIT i del Jet Propulsion Lab a CIT han pogut utilitzar la gravetat i la topografia de Mart per restringir la ubicació de la dicotomia sota de l'ascens de Tharsis, creant així un model el·líptic del límit de la dicotomia. La forma el·líptica de la Conca Borealis va portar a la hipòtesi d'impacte únic al nord com una reedició de la teoria original publicada el 1984.
No obstant això, aquesta hipòtesi ha estat contrarestada per una nova hipòtesi d'un impacte gegant al Pol Sud de Mart amb un objecte de la mida de la Lluna que va fondre l'hemisferi sud de Mart, va activar el camp magnètic de la planeta i va formar la dicotomia al refredar-se l'oceà de magma. El descobriment de dotze alineacions volcàniques dona evidència a aquesta nova hipòtesi.

### Hipòtesi de l'origen endogènic
Hom creu que els processos de la tectònica de plaques podrien haver estat actius a Mart a del principi de la història de la planeta. Hom sap que la redistribució a gran escala del material de l'escorça litosfèrica és causada per processos de tectònica de plaques a la Terra. Tot i que encara no està del tot clar com els processos del mantell afecten la tectònica de plaques a la Terra, hom creu que la convecció del mantell està involucrada com cèl·lules o plomalls. Atès que els processos endògens de la Terra encara no s'han entès completament, l'estudi de processos similars a Mart és molt difícil. La dicotomia podria crear-se en el moment de la creació del nucli marcià. La forma aproximadament circular de les terres baixes podria atribuir-se a un tomb de primer ordre similar a una columna que podria passar en el procés de formació ràpida del nucli. Existeix evidència d'esdeveniments tectònics impulsats internament a la rodalia de l'àrea de terres baixes que clarament van ocórrer a la fi de la fase inicial de bombardeig.
Un estudi de 2005 suggereix que la convecció del mantell de grau 1 podria haver creat la dicotomia. La convecció del mantell de grau 1 és un procés convectiu en què un hemisferi està dominat per un aflorament, mentre que l'altre hemisferi està pujant. Part de l'evidència és l'abundància de fractures extenses i activitat ígnia des de finals de Noachian fins a principis de l'edat Hespèrica. Un argument en contra de la hipòtesi endògena és la possibilitat que aquests esdeveniments tectònics ocorren a la Conca Borealis causa de l'afebliment de l'escorça posterior a l'impacte. Per donar suport encara més la hipòtesi de l'origen endogen, es necessita evidència geològica de falles i flexions de l'escorça abans de la fi del bombardeig primordial.
No obstant això, la falta de plaques tectòniques a Mart afebleix aquesta hipòtesi.

### Hipòtesi d'impacte múltiple
La hipòtesi de l'impacte múltiple es recolza en la correlació de segments de la dicotomia amb les vores de diverses conques de gran impacte. Però hi ha grans parts de la conca Borealis fora de les vores d'aquestes conques d'impacte. Si les terres baixes marcianes es van formar per les múltiples conques, llavors les seues ejeccions internes i vores haurien d'estar per sobre de les elevacions de les terres altes. Les vores i les capes d'ejecció dels cràters d'impacte de les terres baixes encara estan molt per sota de les àrees de les terres altes. També hi ha àrees en les terres baixes que estan fora de qualsevol de les conques d'impacte, aquestes àrees han d'estar cobertes per múltiples mantes d'ejecció i han d'estar en elevacions similars a la superfície planetària original. Clarament, aquest tampoc és el cas. Un enfocament que explica l'absència de mantes d'ejecció s'infereix que mai hi va haver ejecció present. L'absència d'ejecció podria ser deguda a un gran impactador que dispersara l'ejecció a l'espai exterior. Un altre enfocament va proposar la formació de la dicotomia per refredament en profunditat i càrrega cortical per vulcanisme posterior. La hipòtesi d'impactes múltiples també és estadísticament desfavorable, és poc probable que es produisquen conques d'impactes múltiples i es superposen principalment en l'hemisferi nord.

## Atmosfera
L'atmosfera de Mart varia significativament entre els hemisferis nord i sud, per raons relacionades i no relacionades amb la dicotomia geogràfica.

### Tempestes de pols
De manera més visible, les tempestes de pols s'originen en l'hemisferi sud amb molta més freqüència que al nord. L'alt contingut de pols del nord apareix després que les excepcionals tempestes de sud es convertisquen en tempestes de pols globals.More visibly, dust storms originate in the Southern hemisphere far more often than in the North. High Northern dust content tends to occur after exceptional Southern storms escalate into global dust storms. As a consequence, opacity (tau) is often higher in the Southern hemisphere. The effect of higher dust content is to increase absorption of sunlight, increasing atmospheric temperature. Com a conseqüència, l'opacitat (tau) sol ser més gran en l'hemisferi sud. L'efecte d'un major contingut de pols és augmentar l'absorció de la llum solar, augmentant la temperatura atmosfèrica.

### Precessió dels equinoccis
L'eix de rotació de Mart, com passa amb molts cossos, avança durant milions d'anys. En l'actualitat, els solsticis gairebé coincideixen amb l'afeli i el periheli de Mart. Això dona com a resultat que un hemisferi, al sud, reba més llum solar a l'estiu i menys a l'hivern i, per tant, temperatures més extremes que el nord. Quan es combina amb l'excentricitat molt més gran de Mart en comparació de la Terra, i una atmosfera molt més prima en general, els hiverns i estius de sud tenen un abast més ampli que a la Terra.

### Circulació de Hadley i volàtils
La circulació Hadley de Mart està compensada per la simetria al voltant del seu equador. Quan es combina amb el major rang estacional de l'hemisferi sud, dona lloc a "les sorprenents asimetries hemisfèriques nord-sud dels inventaris de casquets de gel atmosfèrics i residuals de l'aigua de Mart", "així com l'asimetria nord-sud actual dels albedos estacionals del casquet de gel". L’atmosfera de Mart és actualment “una bomba d’aigua no lineal a l’hemisferi nord de Mart”.